# Ignatius Donnelly
Ignatius Donnelly (3 de noviembre de 1831-1 de enero de 1901) fue un congresista de Estados Unidos, escritor populista —fue miembro del Partido del Pueblo— y científico aficionado. Actualmente es conocido principalmente por sus especulaciones sobre la Atlántida, el Catastrofismo (especialmente la idea de un evento de impacto antiguo que afecta a las civilizaciones antiguas) y la autoría de las obras de Shakespeare, ideas que los historiadores modernos consideran pseudociencia y pseudohistoria. Los trabajos escrito de Donnelly se corresponde al hecho también por otras figuras de finales del siglo XIX y comienzos del siglo XX, como Helena Blavatsky, Rudolf Steiner y James Churchward.
Los académicos y científicos han rechazado las escrituras de Donnelly sobre la Atlántida. Él ha sido descrito como un promotor de la pseudociencia. Gordon Stein ha notado que "la mayor parte de lo que Donnelly dijo era altamente cuestionable o francamente incorrecto".

## Vida y carrera
Donnelly era el hijo de Philip Carrol Donnelly, un inmigrante católico irlandés que se había establecido en Filadelfia, Pensilvania. Su hermana era la escritora Eleanor C. Donnelly. El 29 de junio de 1826, Philip se había casado con Catherine Gavin, una estadounidense de segunda generación de ascendencia irlandesa. Su padre, después de comenzar como vendedor ambulante, estudió medicina en el Colegio de Medicina de Filadelfia. Más tarde contrajo tifus de un paciente y murió a la edad de 31 años, dejando a su esposa con cinco hijos.
Catherine se encargó de sus hijos al operar una casa de empeño. Ignatius, su hijo más joven, ingresó en la prestigiosa Central High School, la segunda escuela secundaria pública más antigua de los Estados Unidos. Allí estudió bajo la presidencia de John S. Hart, destacándose principalmente en la literatura.
Donnelly decidió convertirse en abogado y trabajó para Benjamin Brewster, quien más tarde se convirtió en fiscal general de los Estados Unidos. Donnelly fue admitido en el Colegio de Abogados en 1852. En 1855, se casó con Katherine McCaffrey, con quien tuvo tres hijos. En 1855, renunció a su pasantía, entró en política y participó en proyectos de construcción de viviendas comunales. Él abandonó la Iglesia Católica en algún momento de la década de 1850, y desde entonces nunca estuvo activo en ningún grupo religioso.
Donnelly se mudó al Territorio de Minnesota en 1857 en medio de rumores de escándalo financiero, y allí se estableció en el condado de Dakota. Inició una comunidad utópica llamada Nininger City, junto con varios socios. Sin embargo, el Pánico de 1857 condenó el intento de una granja y comunidad cooperativa, y dejó a Donnelly profundamente endeudado.
Donnelly entró en política y fue vicegobernador de Minnesota desde 1860 hasta 1863. Fue un congresista republicano radical de Minnesota en los congresos 38.º, 39.º y 40.º (1863-1869), senador estatal de 1874-1878 y 1891-1894 y representante estatal de 1887-1888 y 1897-1898. Como legislador, abogó por extender los poderes de la Oficina de los Hombres Libres a fin de proporcionar educación a los libertos para que pudieran protegerse una vez que la mesa se retirara. Donnelly también fue un partidario temprano del sufragio femenino. Después de dejar el Senado del estado de Minnesota en 1878, regresó a su práctica legal y escritura.
Su esposa Katherine murió en 1894. En 1898, se casó con su secretaria, Marian Hanson. Donnelly murió el 1 de enero de 1901, en Mineápolis, Minnesota, a la edad de 69 años. Está enterrado en Calvary Cemetery en St. Paul, Minnesota. Sus documentos personales están archivados en la Sociedad Histórica de Minnesota.